# Cataetyx chthamalorhynchus
Cataetyx chthamalorhynchus is een straalvinnige vissensoort uit de familie van naaldvissen (Bythitidae). De wetenschappelijke naam van de soort is voor het eerst geldig gepubliceerd in 1981 door Cohen.